# 国鉄タキ7250形貨車
国鉄タキ7250形貨車（こくてつタキ7250がたかしゃ）は、かつて日本国有鉄道（国鉄）及び1987年（昭和62年）4月の国鉄分割民営化後は日本貨物鉄道（JR貨物）に在籍した私有貨車（タンク車）である。

## 概要

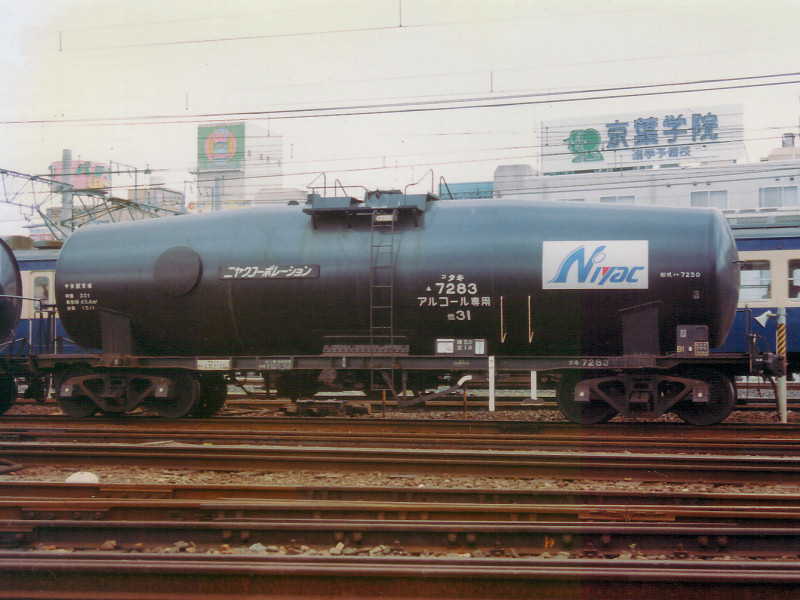
ニヤクコーポレーション時代の
^{コ}タキ7283（撮影:蘇我駅）

本形式は、アルコール専用の35t 積タンク車として1967年（昭和42年）2月25日から1971年（昭和46年）9月10日にかけて115両（コタキ7250 - コタキ7299、コタキ17250 - コタキ17299、コタキ27250 - コタキ27264）が川崎車輛、富士重工業、舞鶴重工業の3社にて製作された。
記号番号表記は特殊標記符号「コ」（全長 12 m 以下）を前置し「コタキ」と標記する。
本形式の他にアルコールを専用種別とする形式にはタ2000形（3両）、タム8100形（11両）、タサ3000形（82両）、タサ3200形（3両）、タサ3500形（3両）、タサ5000形（1両）、タキ500形（6両）、タキ600形（20両）、タキ3500形（179両）、タキ7200形（8両）、タキ13700形（30両）、タキ13800形（25両）の12形式が存在した。
落成時の所有者は、内外輸送1社のみであった。
1979年（昭和54年）10月より化成品分類番号「燃31」（燃焼性の物質、引火性液体、危険性度合2（中））が標記された。
1986年（昭和61年）11月29日に7両（コタキ7257、コタキ7259、コタキ7267、コタキ7271、コタキ7274、コタキ7275、コタキ7283）、1991年（平成3年）8月に1両（コタキ7200）が石油荷役（その後コタキ7283のみニヤクコーポレーションへ社名変更）へ名義変更されたがいずれも数年後に元の内外輸送に再名義変更された。
35系に属するタンク体は、耐候性高張力鋼（SPA-H）製であり、積込みはマンホールからの上入れ式、荷降ろしは吐出管を用いた下出し式である。
車体色は黒、寸法関係は全長は11,610mm、全幅は2,720mm、全高は3,860mm、台車中心間距離は8,210mm、実容積は44.8m3、自重は16.0t、換算両数は積車5.0、空車1.6であり、台車はベッテンドルフ式のTR41Cである。
1987年（昭和62年）4月の国鉄分割民営化時には114両（コタキ7281が廃車）の車籍がJR貨物に継承されたが、2007年（平成19年）10月に形式消滅した。

### 年度別製造数
各年度による製造会社と両数は次のとおりである。
- 昭和41年度 - 15両
  - 川崎車輛 5両 内外輸送（コタキ7250 - コタキ7254）
  - 川崎車輛 10両 内外輸送（コタキ7255 - コタキ7264）
- 昭和42年度 - 40両
  - 富士重工業 10両 内外輸送（コタキ7265 - コタキ7274）
  - 舞鶴重工業 5両 内外輸送（コタキ7275 - コタキ7279）
  - 川崎車輛 10両 内外輸送（コタキ7280 - コタキ7289）
  - 川崎車輛 5両 内外輸送（コタキ7290 - コタキ7294）
  - 川崎車輛 5両 内外輸送（コタキ7295 - コタキ7299）
  - 川崎車輛 5両 内外輸送（コタキ17250 - コタキ17254）
- 昭和43年度 - 17両
  - 川崎車輛 6両 内外輸送（コタキ17255 - コタキ17260）
  - 川崎車輛 4両 内外輸送（コタキ17261 - コタキ17264）
  - 川崎車輛 7両 内外輸送（コタキ17265 - コタキ17269、コタキ17271 - コタキ17272）
- 昭和44年度 - 13両
  - 川崎車輛 3両 内外輸送（コタキ17270、コタキ17273 - コタキ17274）
  - 川崎車輛 10両 内外輸送（コタキ17275 - コタキ17284）
- 昭和46年度 - 30両
  - 川崎重工業 10両 内外輸送（コタキ17285 - コタキ17294）
  - 富士重工業 15両 内外輸送（コタキ17295 - コタキ17299、コタキ27250 - コタキ27259）
  - 富士重工業 5両 内外輸送（コタキ27260 - コタキ27264）